# Poso (kabupatenhuvudort i Indonesien)
Poso är en kabupatenhuvudort i Indonesien.   Den ligger i provinsen Sulawesi Tengah, i den centrala delen av landet, 1 600 km öster om huvudstaden Jakarta. Poso ligger 10 meter över havet och antalet invånare är 47 110.
Terrängen runt Poso är kuperad åt sydost, men åt nordväst är den platt. Havet är nära Poso åt nordväst. Runt Poso är det glesbefolkat, med 18 invånare per kvadratkilometer. Det finns inga andra samhällen i närheten. I omgivningarna runt Poso växer i huvudsak städsegrön lövskog.